# نباتات محمية سييرا دي مانانتلان الحيوية
نباتات محمية المحيط الحيوي سييرا دي مانانتلان.
تقع المحمية في المكسيك في ولايتي كوليما وخاليسكو، وهي تقع بين القطب الشمالي والمنطقة الاستوائية الجديدة ،وتشمل أجزاء من سييرا مادري ديل سور، مع مجموعة واسعة من الارتفاعات والمناخات والتربة.
آثار الأنشطة التكتونية والبركانية والتعرية ملحوظة داخل المحمية.

## الخصائص البيئية
أنواع الغابات في المحمية بما في ذلك الغابات المتوسطة هي ثلاثة أنواع:
1- الغابات الماطرة وتسمى كذلك ب الغابة الضبابية.
2- الجافة المتساقطة .
3- شبه المتساقطة الاستوائية.
ويُعرّف علماء الأنثروبولوجيا المنطقة باسم Zona de Occidente، وهي منطقة تختلف اختلافاً ملحوظاً عن بقية مناطق أمريكا الوسطى. حيث تم العثور على بعض بقايا الخَزَف والتماثيل والقبور، ولكن هناك القليل من الأدلة المادية الأخرى على الاستيطان البشري القديم. ولكن في عام 1995م، كان يعيش ما يقرب من 8000 شخص في محمية سييرا دي مانانتلان، ويعملون بشكل رئيسي في الزراعة (الذرة والفاصوليا والطماطم وقصب السكر والبطيخ والمانجو) ورعي الماشية وإنتاج الأخشاب واستخراج الأخشاب للوقود وتعدين الفحم أو المعادن.
يعيش 30.000 آخرون في المجتمعات المحيطة وحوالي 700.000 في المنطقة المحيطة.
تقع محمية سييرا دي مانانتلان للمحيط الحيوي في أقصى شمال المنطقة الاستوائية. يتأثر مناخها بقربها من الساحل، وبتأثير شكلها الأرضي (الظل الأوروغرافي) واتساع نطاق ارتفاعها. تفسر هذه الخصائص على التنوع البيولوجي العالي ووجود العديد من التكوينات النباتية التي تتراوح من الغابات الاستوائية إلى المناخات المعتدلة الباردة.
يحتوي الغطاء النباتي المتنوع والمُعقَّد في Sierra de Manantlán على ثروة كبيرة من النباتات. هناك أكثر من 2900 نوع من النباتات الوعائية تنتمي إلى 981 نوعاً، وتعد الحياة البرية أحد المكونات المهمة للتنوع البيولوجي العالي في هذه المحمية.
من بين القيم الرئيسية لسييرا دي مانانتلان، بالإضافة إلى ثروتها الكبيرة من الأنواع وخصائصها الجغرافية الحيوية الفريدة، ينبغي الإشارة بشكل خاص إلى وجود أنواع مستوطنة مهددة بالانقراض أو مفيدة. حيث تم الإبلاغ حتى الآن عن 110 نوعًا من الثدييات، بما في ذلك الأنواع الفرعية المكسيكي فولي Microtus mexicanus Neveriae، وغوفر تكساني russelli، وقط النمر، ويغورندي ، وأصلوت، وpuma، و وشق أحمر، و يغور، وأربعة أنواع من الخفافيش الرحيق.
تم الإبلاغ عن 336 نوعًا من الطيور، من بينها 36 نوعاً مستوطناً في المكسيك، مثل الأنواع الكاريزمية: غوان المتوج بينيلوبي بوربوراسينس، الببغاء العسكري آرا ميليتاريس، الأمازون الأحمر (أمازون خريفاليس) والرمز الوطني المكسيكي، النسر الذهبي.
فيما يتعلق بالحيوانات الزاحفة والبرمائية، تم تسجيل 85 نوعاً؛ من هؤلاء الـ 13 مستوطنة في المنطقة الغربية والوسطى من المكسيك: الأفعى الجرسية، الإغوانا السوداء، الضفدع Shyrrhopus modestus، السحلية المخرزة Heloderma horridum و Autlan rattlesnake ( Crotalus lannomi )، وهي أنواع مستوطنة تم الإبلاغ عنها فقط في منطقة بويرتو دي لوس مازوس.
أما الأسماك فمن بين 16 نوعاً من الأسماك التي تم تحديدها، هناك 12 نوعاً محلياً وأربعة أنواع مستوطنة في المنطقة.
يمكن العثور على معظم النباتات في القائمة أدناه في Flora de Manantlán، وينبغي افتراض ذلك كمرجع في حالة عدم الإشارة إلى نباتات أخرى. يتم تضمين الإشارات إلى مصادر أخرى حيثما وجدت. تُستخدم صفحات مواقع المعشبة في الجامعة الوطنية المستقلة في المكسيك وفي حديقة ميسوري النباتية كجهات مرجعية للأسماء مع التعديلات على النظام الذي تستخدمه ويكيبيديا. تشمل الأنواع النظام البيئي وعادات النمو والأسماء الشائعة عند توفرها.

## الصنوبريات
باينز وحلفاؤهم.

### سروية

#### كبريسوس
- سرو لوسيتاني:[2][5][6] على شجرة أو árbol - توجد في غابات الصنوبر وغابات التنوب - تسمى الأرز الأبيض المكسيكي، أرز غوا، السرو، في cipres الإسبانية، cedro، cedro blanco

### الصنوبر

#### أبيس
- شوح غواتيمالي: شجرة[2][5][7][8]
- أبيس دينيوزا:[6][9] شجرة - غابة سحابية، غابة صنوبر التنوب - التنوب المقدس، oyamel ، pinabete

#### صنوبر
- Pinus devoniana: شجرة [2][5]
- صنوبر douglasiana:[6][8][9][10] شجرة - سحابة الغابات، غابات الصنوبر، والبلوط، وغابات الصنوبر - pino
- Pinus durangensis: شجرة
- Pinus herrerae: شجرة - غابة الصنوبر والبلوط وغابات الصنوبر - pino chino
- Pinus leiophylla: شجرة
- Pinus maximinoi: شجرة - ocote
- Pinus montezumae: شجرة
- Pinus oocarpa: شجرة - غابات الصنوبر والبلوط وغابات الصنوبر
- Pinus pseudostrobus: شجرة - غابة الصنوبر، غابات الصنوبر-التنوب - pino ocote chamite ، pachingo

### بودوكارباسيا

#### بودوكاربوس
- بودوكاربوس ريشي:[2] شجرة

## أحادية الفلقةأوزنبقانية

### زنبقيةأوهليونية

#### أوتاتيا
- Otatea acuminata [5][7] - otatillo rodillon
- Otatea aztecorum